# Nicollet (Minnesota)
Nicollet – miasto w Stanach Zjednoczonych, w stanie Minnesota, w hrabstwie Nicollet.